# Adam Franciscus Raymakers
Adam Franciscus Raymakers (Eindhoven, 5 september 1757 - aldaar, 21 september 1793) is een voormalig burgemeester van de Nederlandse stad Eindhoven. Raymakers werd geboren als zoon van burgemeester Leonardus Raymakers en Petronilla van de Krekelsant. 
In 1790 en 1791 was hij burgemeester van Eindhoven.
Hij trouwde te Eindhoven op 16 mei 1782 met Catharina van Baar, dochter van burgemeester Hendrikus van Baar en Gertrudis van Antwerpen, gedoopt te Eindhoven op 12 december 1754, overleden in Eindhoven op 9 december 1830 . 